# Philippe af Belgien
Philippe, Belgiernes Konge (fransk: Philippe Léopold Louis Marie; nederlandsk: Filip Leopold Lodewijk Maria; født 15. april 1960) er konge af Belgien siden 21. juli 2013.
Han er ældste søn af Belgiens tidligere konge Albert 2., som han efterfulgte ved dennes abdikation i 2013. Kong Philippe er gift med Dronning Mathilde, med hvem han fire børn, hvoraf den ældste datter Prinsesse Elisabeth er tronarving.[kilde mangler]

## Biografi
Philippe blev født den 15. april 1960 på Belvedere-slottet i Laeken i Bruxelles som ældste søn af prins Albert og prinsesse Paola, fyrste og fyrstinde af Liège. Hans far er en yngre søn af kong Leopold 3. af Belgien og lillebror til Belgiens daværende konge Baudouin. Hans mor er datter af den italienske adelsmand Fulco Ruffo di Calabria, en hædret italiensk pilot under Første Verdenskrig. Han blev døbt en måned senere i kirken Saint Jacques-sur-Coudenberg i Bruxelles den 17. maj, og blev opkaldt efter sin oldefar Prins Philippe, Greve af Flandern. Hans faddere var hans farfar, Kong Leopold 3. og hans mormor, Donna Luisa, Fyrstinde Ruffo di Calabria.
Fra 1971, da Philippe var 11 år gammel, var hans farbror, kong Baudouin, og hans tante, dronning Fabiola, officielt ansvarlige for hans opdragelse. Baudouin og Fabiola var nemlig selv barnløse, og de var gennem hans opvækst meget tæt knyttet til Philippe, som man kunne forvente på et tidspunkt ville arve den belgiske trone.
Igennem flere år, da Philippes farbror kong Baudouin levede, var der spekulationer om, at Philippe ville arve tronen forud for sin far.[kilde mangler] Da Baudouin døde uventet i 1993, gav hans far dog ikke afkald på tronen som oprindeligt forventet, men efterfulgte ham selv. Philippe fik som tronfølger titlen Hertug af Brabant.

## Titel, prædikater og æresbevisninger

### Titler og prædikater
- 15. april 1960 — 9. august 1993: Hans Kongelige Højhed Prins Philippe af Belgien
- 9. august 1993 – 21. juli 2013: Hans Kongelige Højhed Philippe, Hertug af Brabant, Prins af Belgien
- 21. juli 2013 — nu: Hans Majestæt Philippe, Belgiernes Konge

### Æresbevisninger

#### Udenlandske dekorationer
- Danmark: Ridder af Elefantordenen (R.E.)  (2002)[5]
- Norge: Storkors af Sankt Olavs Orden (No.St.O.1)  (2003)[6]

## Ægteskab og børn
Der er for få eller ingen kildehenvisninger i dette afsnit, hvilket er et problem. Du kan hjælpe ved at angive troværdige kilder til de påstande, som fremføres.

Philippe blev gift med Mathilde d'Udekem d'Acoz i Bruxelles den 4. december 1999. Parret har fire børn:
1. Elisabeth af Belgien (født 25. oktober 2001)
2. Gabriel af Belgien (født 20. august 2003)
3. Emmanuel af Belgien (født 4. oktober 2005)
4. Eléonore af Belgien (født 16. april 2008)

Siden 1991 har der i Belgien været lige adgang for piger og drenge til at arve tronen. Philippe's ældste datter, Elisabeth er dermed nr. 1 i tronfølgen og vil til sin tid blive landets første regerende dronning.

## Eksterne links
- Kong Philippe på Det Belgiske Kongehus' officielle hjemmeside (engelsk)

| PhilippeHuset Sachsen-Coburg og GothaSidelinje af Huset WettinFødt: 15. april 1960 |                             |                          |
| Titler som regent                                                                  |                             |                          |
| Foregående: Albert 2.                                                              | Belgiernes Konge siden 2013 | Arving: Elisabeth        |
| Kongelige og fyrstelige titler                                                     |                             |                          |
| UbesatForrige indehaver af titlen:Baudouin                                         | Hertug af Brabant 1993–2013 | Efterfølgende: Elisabeth |

|}